# Ochthebius otavalensis
Ochthebius otavalensis är en skalbaggsart som beskrevs av Anderson 1983. Ochthebius otavalensis ingår i släktet Ochthebius och familjen vattenbrynsbaggar. Inga underarter finns listade i Catalogue of Life.